# Tranmossor
Tranmossor (Trematodon) är ett släkte av bladmossor. Tranmossor ingår i familjen Bruchiaceae.

## Dottertaxa till Tranmossor, i alfabetisk ordning[1][2]
- Trematodon ambiguus
- Trematodon amoenus
- Trematodon angolensis
- Trematodon assamensis
- Trematodon aureus
- Trematodon baileyi
- Trematodon boasii
- Trematodon bolivianus
- Trematodon borbonicus
- Trematodon brachyphyllus
- Trematodon brevicalyx
- Trematodon brevicarpus
- Trematodon brevicollis
- Trematodon brevifolius
- Trematodon brevirostris
- Trematodon brevisetus
- Trematodon capillifolius
- Trematodon cheesemanii
- Trematodon conformis
- Trematodon congolensis
- Trematodon crispifolius
- Trematodon curvicollis
- Trematodon decaryi
- Trematodon dentatus
- Trematodon divaricatus
- Trematodon felipponei
- Trematodon fendleri
- Trematodon flexipes
- Trematodon geniculatus
- Trematodon gymnostomus
- Trematodon hakusanensis
- Trematodon heterophyllus
- Trematodon hildebrandtii
- Trematodon hookeri
- Trematodon humilis
- Trematodon intermedius
- Trematodon intermixtus
- Trematodon kurzii
- Trematodon lacunosus
- Trematodon laetevirens
- Trematodon latinervis
- Trematodon lato-obtusus
- Trematodon le-testui
- Trematodon longescens
- Trematodon longicollis
- Trematodon longifolius
- Trematodon lozanoi
- Trematodon ludovicae
- Trematodon mackayi
- Trematodon mayebarae
- Trematodon mayottensis
- Trematodon microthecius
- Trematodon minutulus
- Trematodon mirabilis
- Trematodon montanus
- Trematodon nitidulus
- Trematodon norrisii
- Trematodon novae-hannoverae
- Trematodon nudus
- Trematodon palettifolius
- Trematodon papuensis
- Trematodon paradoxus
- Trematodon pascuanus
- Trematodon pauperifolius
- Trematodon perssonorum
- Trematodon pillansii
- Trematodon platybasis
- Trematodon puteensis
- Trematodon rapaensis
- Trematodon reticulatus
- Trematodon schmidii
- Trematodon semitortidens
- Trematodon setaceus
- Trematodon subambiguus
- Trematodon suberectus
- Trematodon subulosus
- Trematodon tisserantii
- Trematodon tonkinensis
- Trematodon uruguensis
- Trematodon usambaricus
- Trematodon vaginatus
- Trematodon victoriae
- Trematodon viguieri